# Плодоріжка салепова
Плодорі́жка сале́пова (Anacamptis morio) — багаторічна рослина родини зозулинцевих, відома також під застарілою назвою зозулине́ць сале́повий. Вид занесений до Червоної книги України у статусі «Вразливий». Декоративна та лікарська культура.

## Назва
Українська видова назва походить від слова сале́п, яке було запозичене з турецької мови (тур. salep, sahlep). Цей термін означає борошно, виготовлене з сухих бульб деяких видів орхідей. Плодоріжка салепова якраз і є одним з найвідоміших постачальників цієї сировини. Латинська видова назва morio походить з каталонської мови і означає різновид шолома доби Ренесансу. Таку назву рослині було надано через складну форму квіток.

## Опис

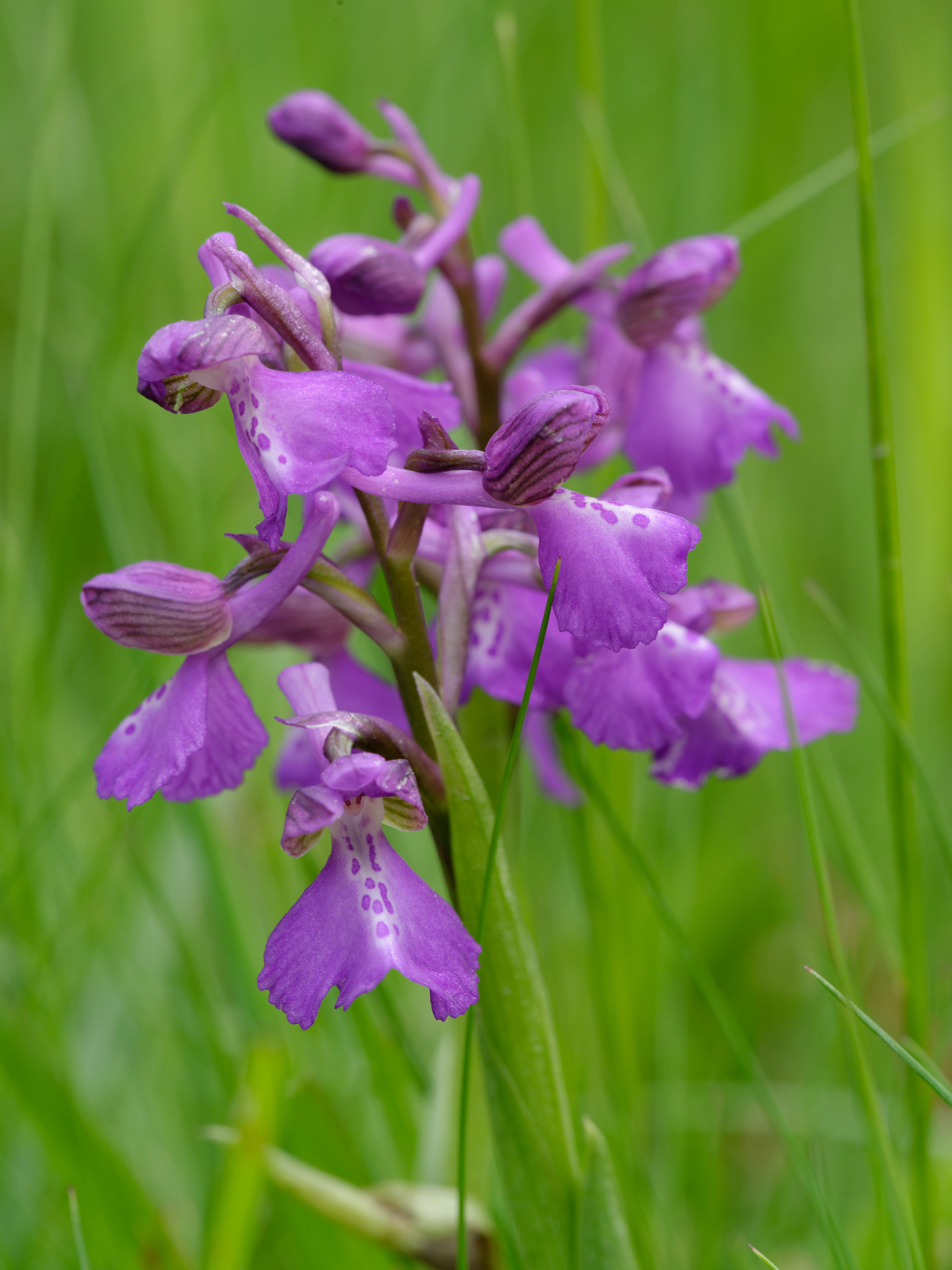
Плодоріжка салепова з Пасльєру (Франція)

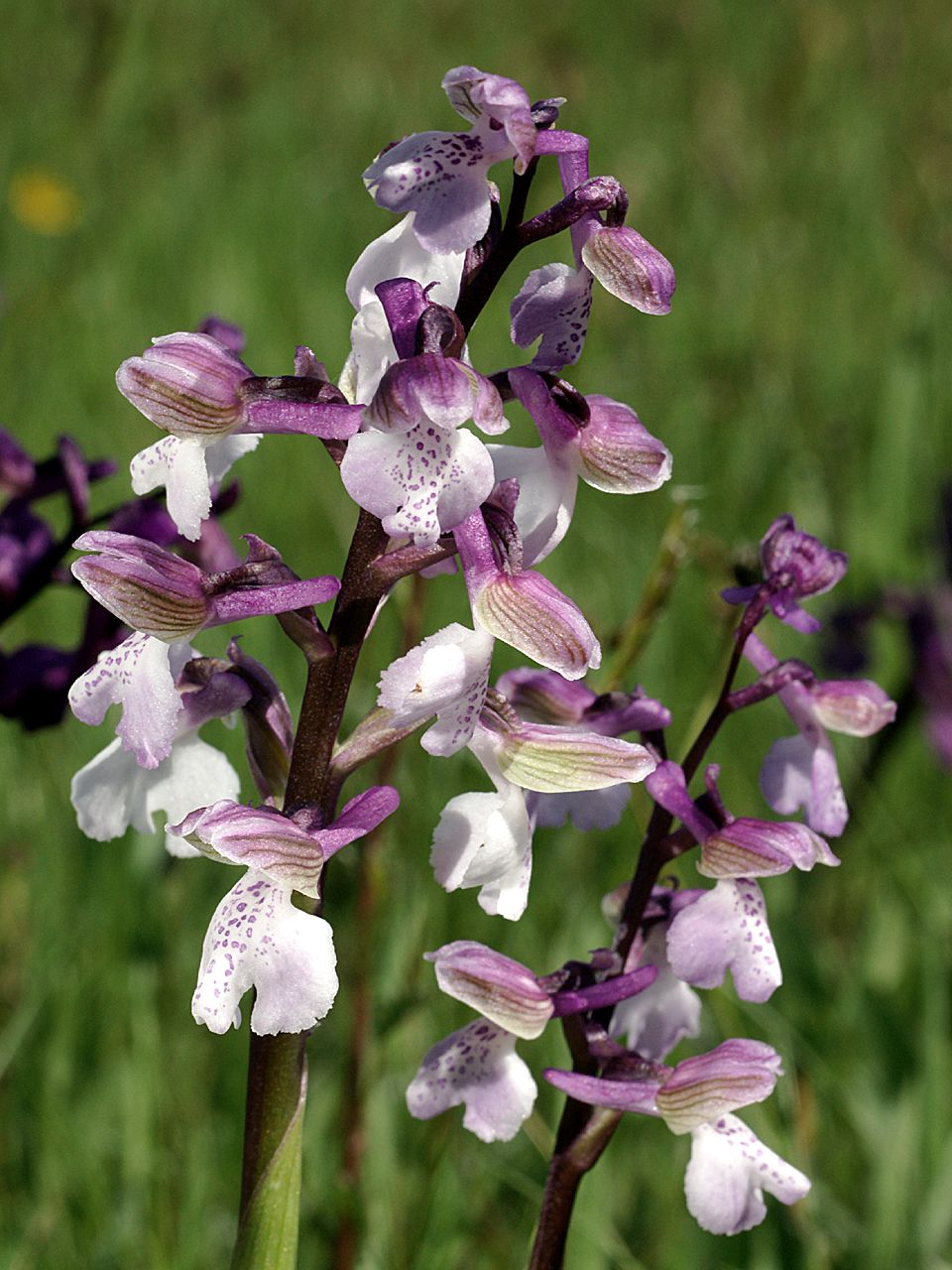
Плодоріжка салепова з Саару (Німеччина)

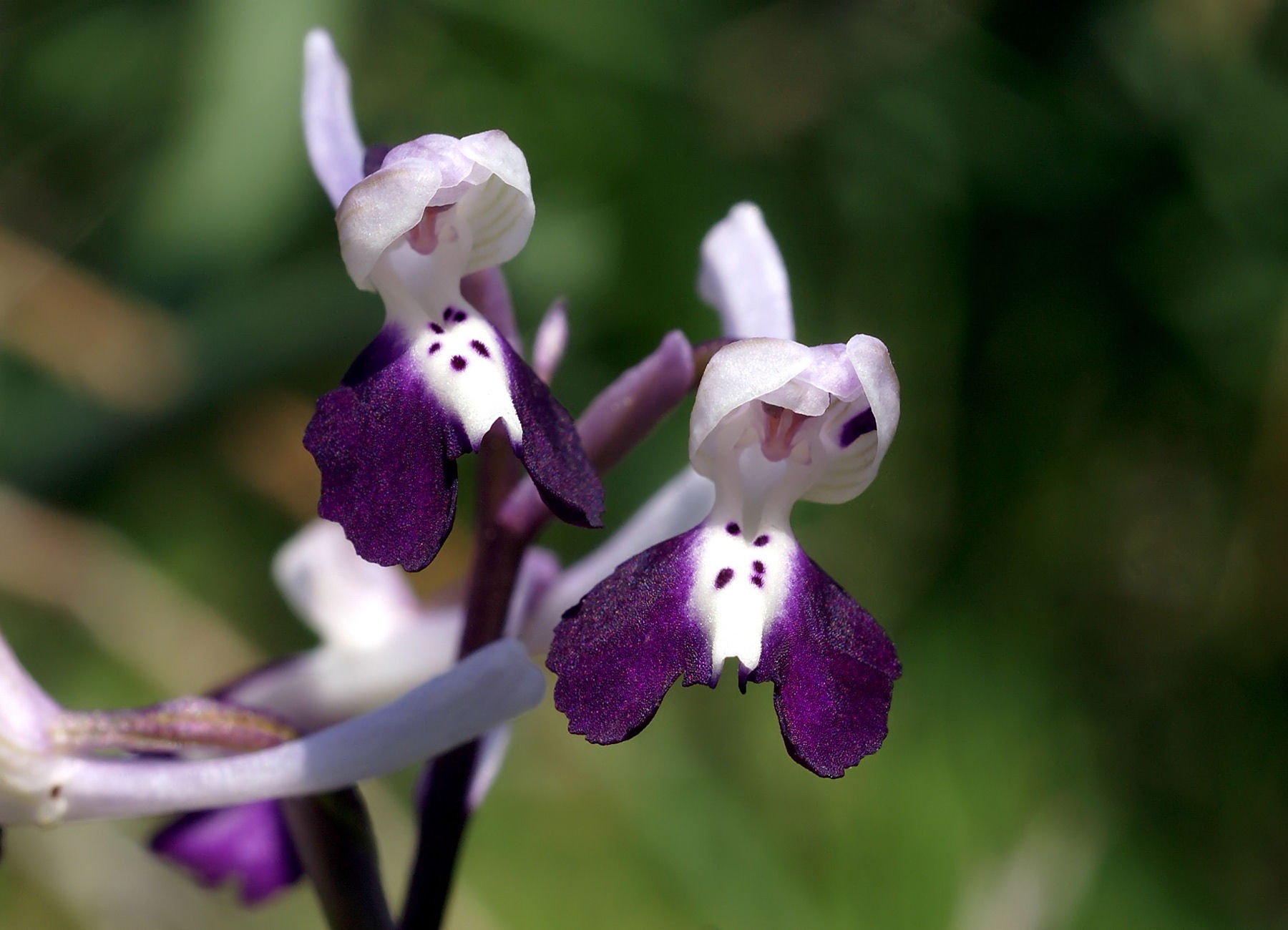
Плодоріжка салепова довгорога (Anacamptis morio subsp. longicornu)

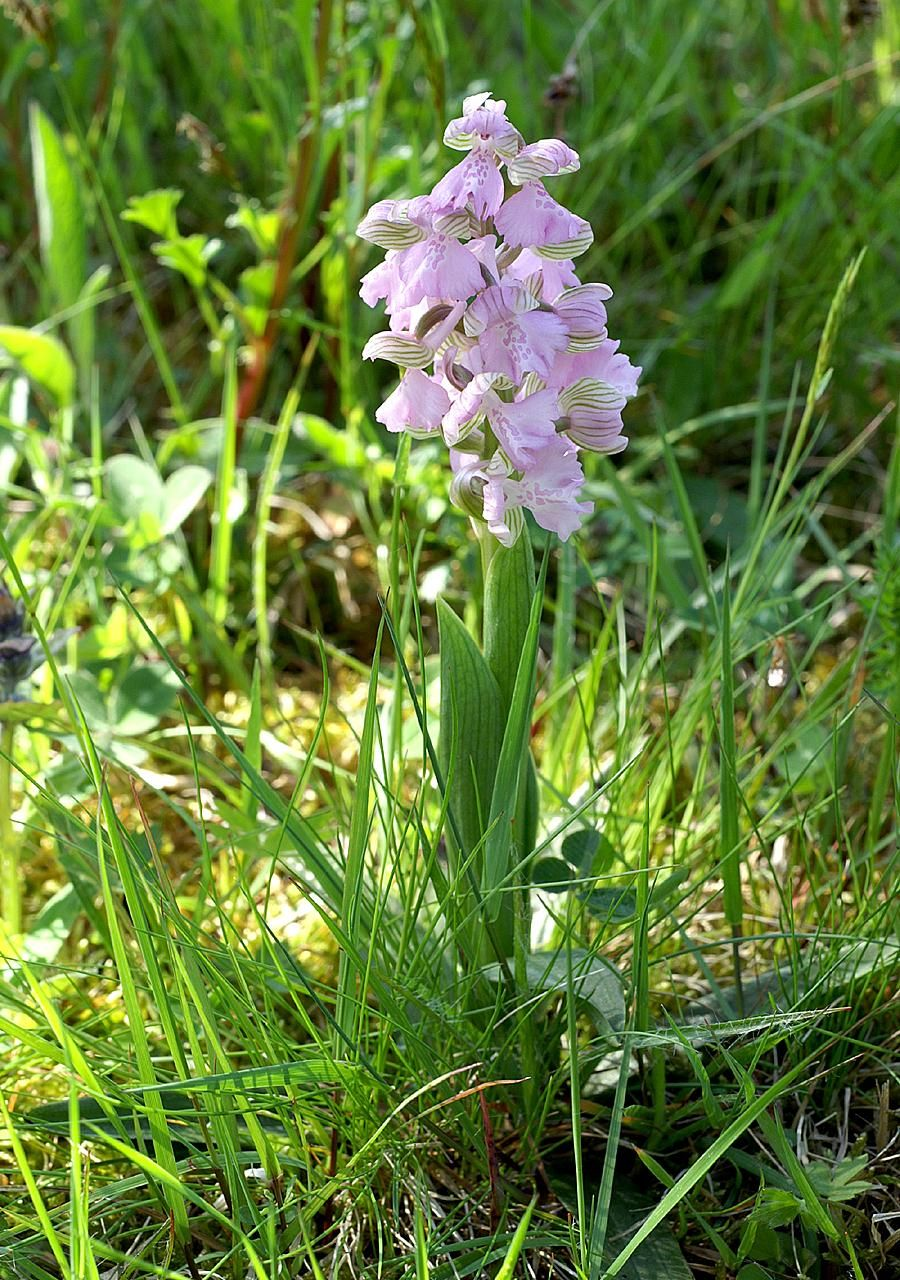
Напівбіла форма (Anacamptis morio f. semialba)

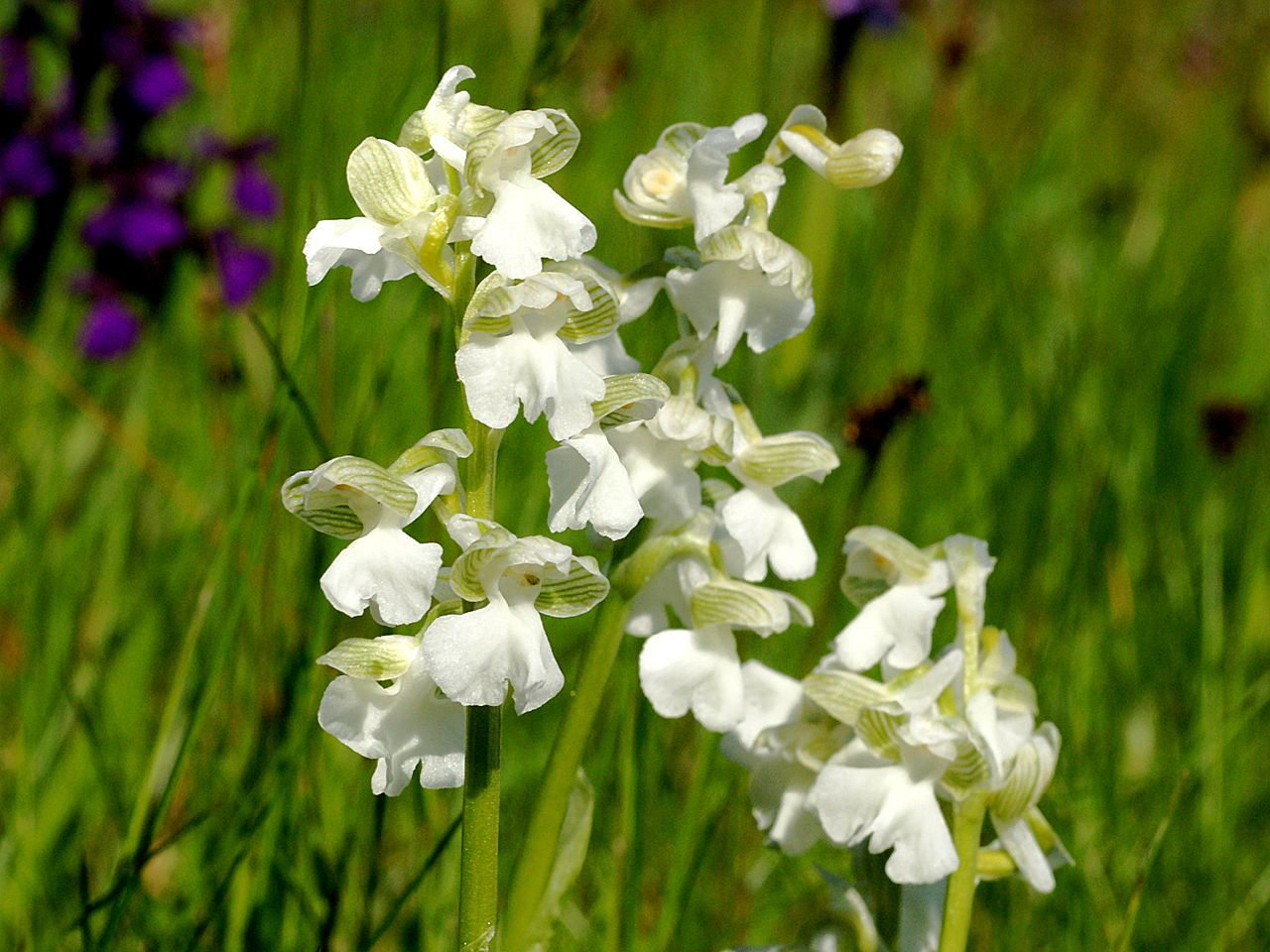
Біла форма (Anacamptis morio var. alba)

Трав'яниста рослина 10-50 см заввишки. Бульби кулясті або овальні, парні, завширшки 1,5-6 см. Листків 4-7 штук. Ті, що скупчені при основі стебла, ланцетні, сизо-зелені, відігнуті, тупі, завдовжки 3-10 см, завширшки 1-2 см; розташовані вище — дрібніші, загострені. Квітконіс прямий, голий, у верхній частині фіолетовий.
Суцвіття коротке (до 7 см заввишки), овальне або циліндричне, не густе, зазвичай складається з 9-15 квіток. Квітки зі слабким запахом, шоломоподібні. Губа розділена на три рівні лопаті, ширші за довжину, середня лопать тупо обрізана. Шпорець коротший за зав'язь, циліндричний, загинається вгору. Зазвичай колір квіток фіолетово-пурпуровий. Втім плодоріжка салепова доволі мінлива і утворює декілька підвидів і форм з квітами лавандового, темно-фіолетового, рожево-бузкового, білого кольору, з добре помітною білою плямою на губі або з розмитим малюнком, з цятками та без них, з фіолетовими або зеленими смугами на бічних пелюстках. Плід — довгаста коробочка. 
Число хромосом 2n = 36.

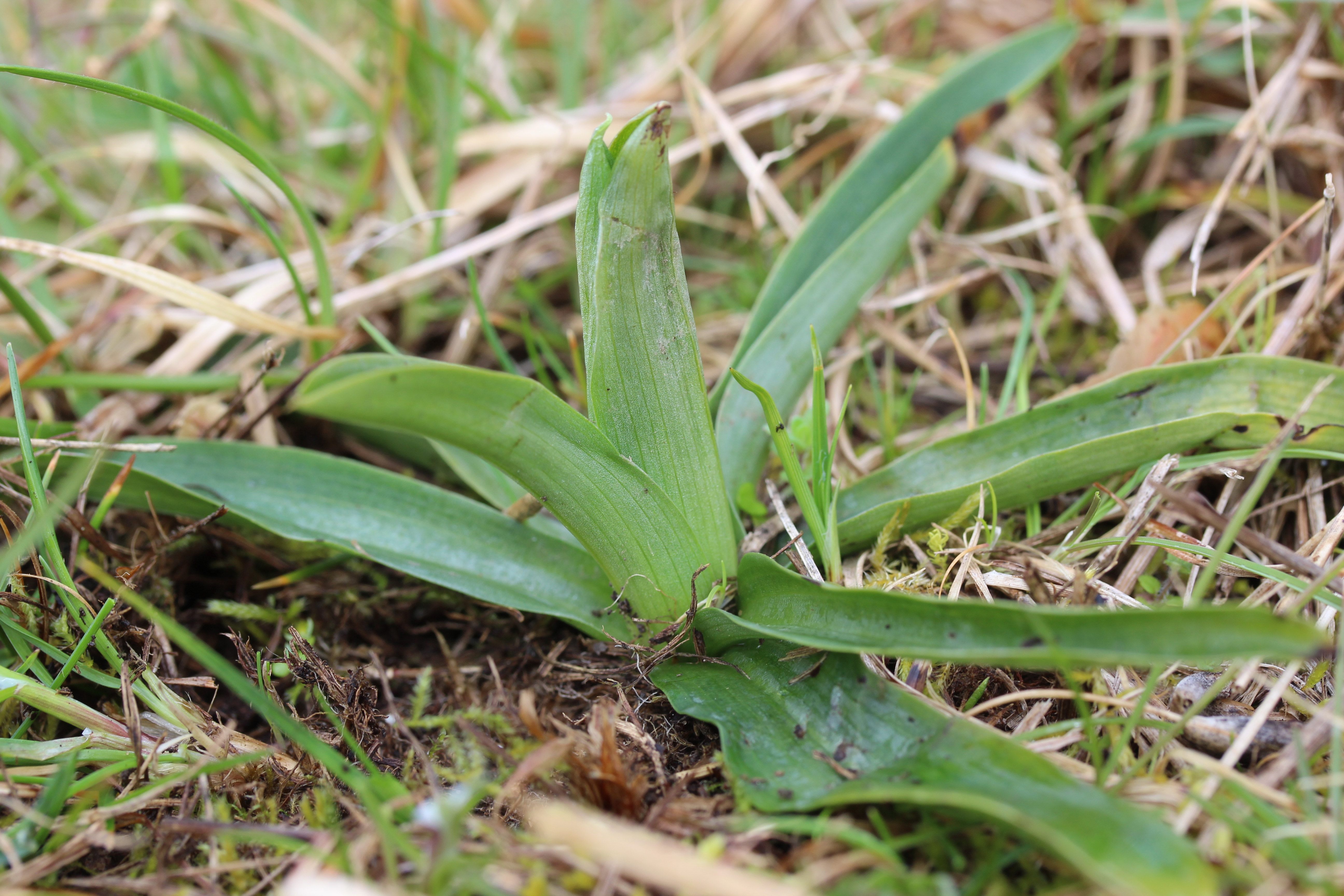
Листя
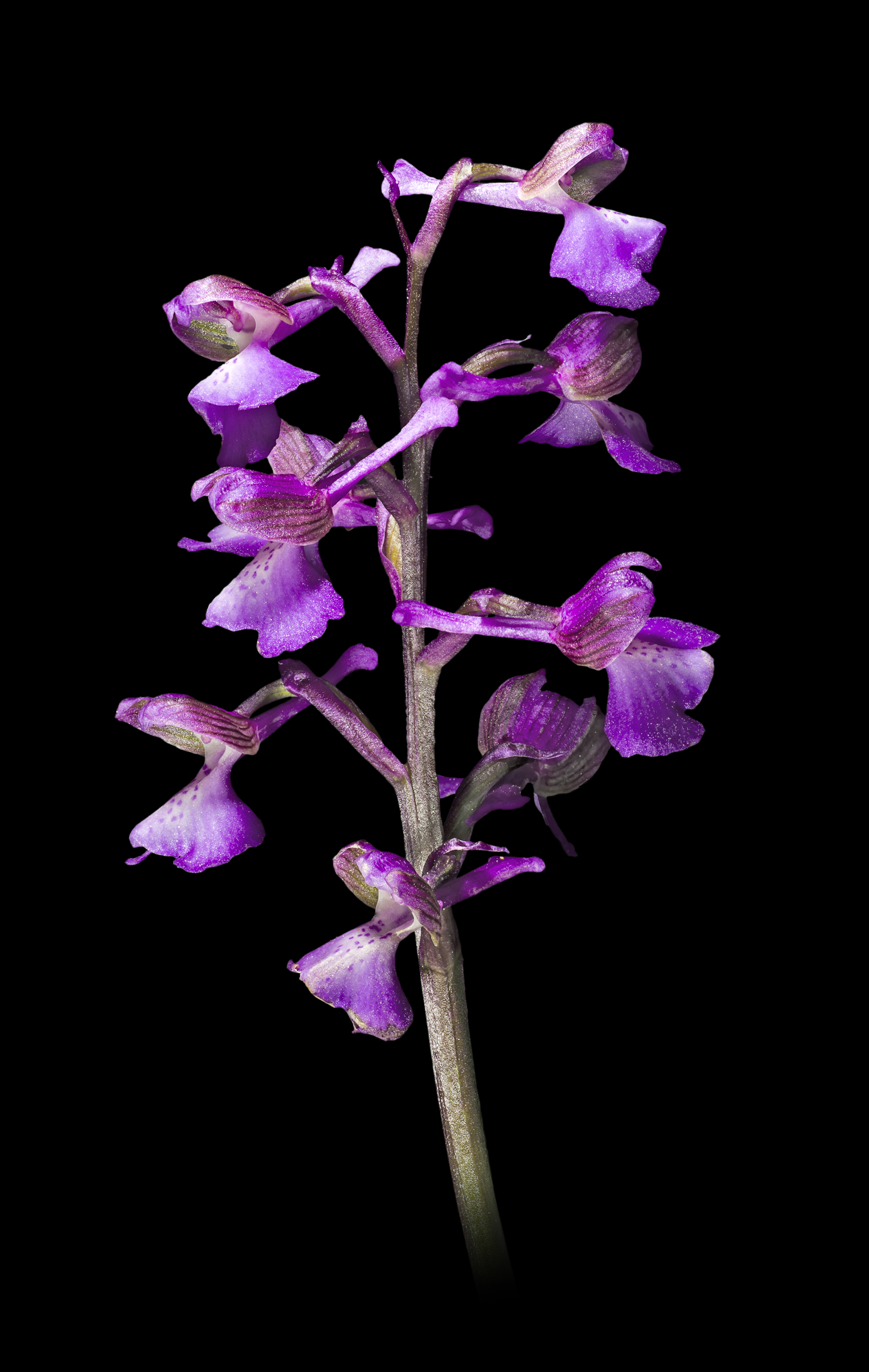
Суцвіття
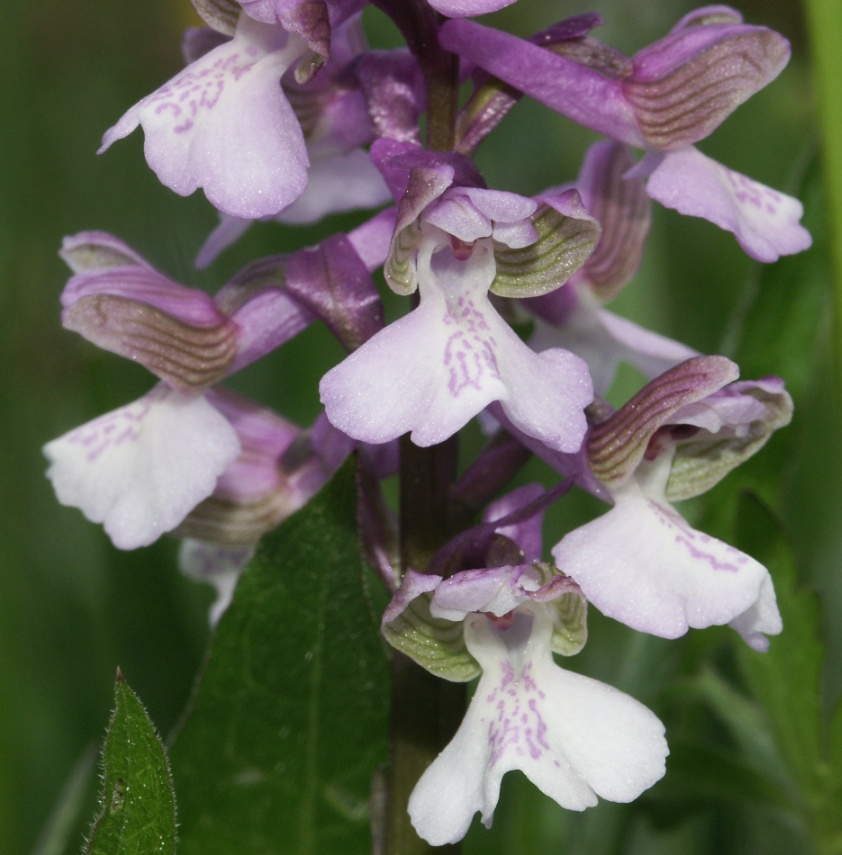
Квіти великим планом

## Екологія
Рослина світлолюбна і помірно вологолюбна, віддає перевагу слабокислим ґрунтам. В Карпатах трапляється на рівнинах і в нижній гірській смузі в поясі передгірських та гірських лісів; на узліссях і галявинах у дубово-грабових та дубово-в'язово-грабових лісах, на лучностепових схилах. У рівнинних районах зростає на торф'янистих луках та узліссях, в Криму — на луках, лісових галявинах, чаїрах, щебенистих осипах.
Розмножується насінням, іноді вегетативно (дочірніми коренебульбами). Цвітіння відбувається у південній частині ареалу в березні-квітні, в помірних областях — у травні-липні. Плодоносить у червні-липні. Відомі гібриди цього виду з плодоріжкою пірамідальною, болотною і з Anacamptis papilionacea.

## Поширення
Ареал виду охоплює Кавказ, Малу Азію, Північну Африку, Середземномор'я, Центральну Європу. Його північна межа проходить через Скандинавію і балтійські країни, східна — через європейську частину Росії. В Україні знаходиться на східній межі ареалу, трапляється в Закарпатті, Карпатах (Ґорґани, Вулканічний хребет, Чивчини, Чорногора), Прикарпатті, Розточчі, Опіллі, Поділлі, на півдні Полісся, у Лісостепу і Криму, в степовій зоні окремі особини зростають по долинах річок.

## Значення і статус виду
Окрім Червоної книги України плодоріжка салепова занесена до Червоних книг Литви, Латвії, Білорусі, Росії, Молдови. Щоб привернути увагу до цього рідкісного виду, в 1991 році в Німеччині його було оголошено «Орхідеєю року». В Україні цю рослину охороняють у Чорноморському, Карпатському, Ялтинському гірсько-лісовому, Кримському, Карадазькому, Дніпровсько-Орільському, Вижницькому заповідниках, національному парку «Сколівські Бескиди», заповідниках «Подільські Товтри» і «Мис Мартьян».
Як декоративну рослину плодоріжку салепову вирощують у Національному ботанічному саду ім. М. М. Гришка НАН України. Раніше, коли чисельність виду була високою, добували бульби цієї орхідеї. Висушені і перемелені на борошно молоді бульби, відомі під назвою «салеп», народна медицина застосовувала для лікування кашлю, запалення верхніх дихальних шляхів, як загальнозміцнюючий засіб, який давали слабким хворим. Ззовні рослину застосовували для лікування нагноєнь, пухлин.

## Систематика
Вид вперше описав в 1755 році Карл Лінней в своїй фундаментальній праці «Species Plantarum». Тривалий час під назвою зозулинець салеповий він належав роду Orchis. За результатами сучасних молекулярних досліджень плодоріжку салепову відносено до роду Anacamptis.

### Підвиди і форми
- Anacamptis morio f. semialba
- Anacamptis morio subsp. caucasica
- Anacamptis morio subsp. champagneuxii
- Anacamptis morio subsp. morio
- Anacamptis morio subsp. longicornu
- Anacamptis morio subsp. syriaca
- Anacamptis morio subsp. picta
- Anacamptis morio var. alba

### Гібриди
Міжвидові:
- Anacamptis × gennarii (A. morio × A. papilionacea)
- Anacamptis × laniccae (A. morio × A. pyramidalis)

Міжродові з видами роду Serapias:
- Serapicamptis bevilacquae (Penz.) J.M.H.Shaw, 2005 (A. morio × S. neglecta)
- × Serapicamptis capitata (E.G.Camus) H.Kretzschmar, Eccarius & H.Dietr., 2007 (A. morio × S. lingua)
- × Serapicamptis correvonii (E.G.Camus & A.Camus) J.M.H.Shaw, Orchid Rev., 2005 (A. morio × S. lingua)
- × Serapicamptis ducoroniae (P.Delforge) J.M.H.Shaw, 2005 (A. morio × S. orientalis subsp. apulica)
- × Serapicamptis fontanae (E.G.Camus) H.Kretzschmar, Eccarius & H.Dietr., 2007 (A. morio × S. vomeracea)
- × Serapicamptis garbariorum (Murr) J.M.H.Shaw, 2005 (A. morio × S. vomeracea)[2]

## Синоніми
- Anacamptis longicornu — синоніми Anacamptis morio subsp. longicornu
- Orchis albanica Gölz & H.R.Reinhard (1984)
- Orchis candida A.Terracc. (1981
- Orchis champagneuxii var. mesomelana (Rchb.f.) D.Tyteca (1986)
- Orchis crenulata Gilib. (1792)
- Orchis graeca Orph. ex Soó (1928)
- Orchis intermedia Meigen & Weniger (1819)
- Orchis moria Retz. (1779)
- Orchis morio f. velutina (Schur) Pauca (1972)
- Orchis morio subsp. albanica (Gölz & H.R.Reinhard) Buttler (1986)
- Orchis morio var. longicalcarata Boiss. (1842)
- Orchis morio var. mesomelana Rchb.f. (1851)
- Orchis morio var. picta (Loisel.) K.Richt. (1890)
- Orchis morio var. velutina Schur (1866)
- Orchis nicodemi Ten. (1811)
- Orchis officinalis Salisb. (1796)
- Orchis picta Loisel. (1827)
- Orchis skorpili Velen. (1886)
- Serapias athensis Lej. (1813)